# Seznam představitelů městské části Brno-Líšeň
Seznam představitelů městské části Brno-Líšeň.

## Starostové do roku 1945
| Ve funkci                 | Jméno                                 | Strana               |
| ? – ?                     | Matouš Otisk                          |                      |
| 1904 – ?                  | Alois Švábenský                       |                      |
| 1908 – 23. 6. 1919        | Eduard Kladiva                        |                      |
| 23. 6. 1919 – 16. 9. 1923 | Klement Hromek                        |                      |
| 16. 9. 1923 – 6. 12. 1925 | Eduard Kladiva                        | Národní demokracie   |
| 6. 12. 1925 – 1930        | Pavel Vágner                          | Národní strana práce |
| 1930 – 1936               | Pavel Vágner                          | za nezávislé voliče  |
| 1936 – listopad 1938      | Jaroslav Ondráček                     | KSČ                  |
| 1938 – květen 1939        | Josef Nečas                           | lidová strana        |
| květen 1939 – 1944        | Josef Nečas                           | lidová strana        |
| 1944 – 1945               | správu převzal německý úředník z Brna |                      |

## Starostové po roce 1989
| Ve funkci                  | Jméno                 | Strana        |
| 1990 – 1994                |                       |               |
| 1994 – 1998                |                       |               |
| 1998 – 2002                | ing. Jiří Vondál      | ODS           |
| 2002 – 6. 11. 2006         | Mgr. Jiří Janištin    | ODS           |
| 6. 11. 2006 – 9. 4. 2008   | Jiřina Belcredi       | Líšeňský blok |
| 10. 4. 2008 – 1. 12. 2010  | Mgr. Jiří Janištin    | ODS           |
| 1. 12. 2010 – 6. 11. 2014  | Mgr. Břetislav Štefan | ČSSD          |
| 6. 11. 2014 – 20. 11. 2018 | Mgr. Břetislav Štefan | ČSSD          |
| 20. 11. 2018 – úřadující   | Mgr. Břetislav Štefan | ČSSD          |